# Bernard Campan
Bernard Campan (Agen, 4 april 1958) is een Frans acteur, filmregisseur en scenarioschrijver.

## Leven en werk

### Jaren met Les Inconnus
Bernard Campan werd geboren in Agen. Hij groeide op in Tours waar zijn vader leerkracht Italiaans was. Nadat hij zijn einddiploma van het middelbaar onderwijs had behaald trok hij naar Parijs om er acteerlessen te volgen. 
Na enkele moeilijke jaren sloot hij zich in 1981 aan bij 'Le Petit théâtre de Bouvard', een televisieprogramma waarin jong aanstormend talent humoristische sketches mocht brengen. Hij ontmoette daar Didier Bourdon en Pascal Légitimus. In 1985 schreven ze samen het scenario van de komedie Le téléphone sonne toujours deux fois !! en namen ook de hoofdrollen voor hun rekening, meteen hun filmdebuut In 1989 vormde hij met Bourdon en Légitimus het heel populair komisch trio Les Inconnus. Het hoogtepunt van hun succes was de serie televisie-uitzendingen 'La télé des Inconnus'.
Pas tien jaar later, in 1995, verfilmt Campan, samen met Bourdon, een eigen scenario: de komedie Les Trois Frères, met Les Inconnus in de titelrollen, werd de meest bekeken film in de Franse bioscopen dat jaar en behaalde de César voor beste debuutfilm. Twee jaar later deed het regisseursduo opnieuw de Franse filmkassa's rinkelen met de komedie Le Pari. De sciencefictionkomedie L'Extraterrestre (1999) geregisseerd door Bourdon veroorzaakte echter gemengde kritieken. In 2001 knoopten Les Inconnus weer aan met het succes dankzij de komedie Les Rois mages.

### Jaren 2000
In 2001 ontgon actrice Zabou Breitman het dramatisch talent van Campan in haar regisseursdebuut Se souvenir des belles choses, een drama waarin hij een man met geheugenstoornissen vertolkte die een innige relatie beleeft met een medepatiënte van het geheugencentrum. Zijn vertolking leverde hem een Césarnominatie op. Het jaar daarop vormde hij samen met Jean-Pierre Darroussin, Gérard Darmon en Marc Lavoine een hecht vriendengroepje in de succesrijke komedie Le Coeur des hommes, het langspeelfilmdebuut van ex-filmcriticus Marc Esposito.
De volgende jaren wisselde hij drama af met komedie: in het sportdrama Poids léger (2003) leidt hij een jong bokstalent op en in Bertrand Bliers romantische komedie Combien tu m'aimes? (2005) raakt hij in de ban van de beeldmooie callgirl Monica Bellucci, totdat haar pooier Gérard Depardieu op de proppen komt.
In 2006 maakte Zabou Breitman opnieuw gebruik van Campans dramatisch talent voor de tragikomedie L'Homme de sa vie waarin Campan als getrouwde man een relatie aangaat met Charles Berling. In 2007 verfilmde hij een scenario van zijn hand in La Face cachée, een tragikomedie waarin hij met Karin Viard een echtpaar vormt op wie de sleur begint te wegen. De film werd genegeerd, datzelfde jaar behaalde hij meer succes met zijn rol in de komedie Le Cœur des hommes 2, het eerste vervolg op Le Coeur des hommes. 2009 was een druk jaar voor Campan want hij was te zien in drie films. Zo verscheen hij onder meer in de tragikomedie Une semaine sur deux waarin hij en zijn ex Mathilde Seigner beurtelings zorgen voor hun dochter.
Breitman regisseerde Campan een derde keer in het drama No et moi (2010) waarin zij samen de ouders vertolkten van een vroegrijp hoogbegaafd meisje van dertien jaar die bevriend wordt met een ouder dakloos meisje. In 2013 gebruikte Esposito dezelfde cast voor de verdere avonturen van het vriendengroepje voor Le Cœur des hommes 3, het sluitstuk van zijn trilogie. In 2014 regisseerden Campan en Bourdon Les Trois Frères : le retour, het vervolg op het megasucces Les Trois Frères. Ondanks de overwegend negatieve kritieken sloeg de komedie aan bij het publiek.

### Privéleven
Campan en zijn vrouw Anne hebben twee kinderen, Nina en Loan.

## Filmografie

### Acteur
- 1985 - Le téléphone sonne toujours deux fois !! (Jean-Pierre Vergne)
- 1995 - Les Trois Frères (Didier Bourdon en Bernard Campan)
- 1997 - Le Pari (Didier Bourdon en Bernard Campan)
- 1998 - Augustin, roi du kung-fu (Anne Fontaine)
- 1998 - Doggy Bag (Frédéric Comtet)
- 1999 - L'Extraterrestre (Didier Bourdon)
- 2001 - Les Rois mages (Didier Bourdon en Bernard Campan)
- 2001 - Se souvenir des belles choses (Zabou Breitman)
- 2001 - Jojo la frite (Nicolas Cuche)
- 2002 - Le Coeur des hommes (Marc Esposito)
- 2003 - Poids léger (Jean-Pierre Améris)
- 2005 - Combien tu m'aimes? (Bertrand Blier)
- 2006 - L'Homme de sa vie (Zabou Breitman)
- 2007 - La Face cachée (Bernard Campan)
- 2007 - Le Cœur des hommes 2 (Marc Esposito)
- 2009 - Une semaine sur deux (Ivan Calbérac)
- 2009 - Bancs publics (Versailles Rive-Droite) (Bruno Podalydès)
- 2009 - Le Dernier pour la route (Philippe Godeau)
- 2010 - Le Café du pont (Manuel Poirier)
- 2010 - No et moi (Zabou Breitman)
- 2013 - Le Cœur des hommes 3 (Marc Esposito)
- 2014 - Les Trois Frères : le retour (Didier Bourdon en Bernard Campan)
- 2017 - Un sac de billes (Christian Duguay)

### Scenarioschrijver
- 1985 - Le téléphone sonne toujours deux fois !!
- 1990 - La télé des Inconnus (televisie-uitzendingen)
- 1995 - Les Trois Frères
- 1997 - Le Pari
- 2001 - Les Rois mages
- 2007 - La Face cachée
- 2014 - Les Trois Frères : le retour

### Regisseur
- 1995 - Les Trois Frères
- 1997 - Le Pari
- 2001 - Les Rois mages
- 2007 - La Face cachée
- 2014 - Les Trois Frères : le retour

### Producent
- 2002 - Bâtards
- 2004 - Poids léger

## Prijs
- 1995 - Les Trois Frères : César voor beste debuutfilm

## Nominatie
- 2003 - Se souvenir des belles choses: César voor beste acteur

## Discografie
- 1980 - met de groep CRISTAL, La complainte du pont de pierre (zang Bernard Campan, gitaren Jean-François Buron et Marc Rubert), muzikale leiding door Pierre Uga, disque Barrière 111.111

## Luisterboeken
Campan is de verteller van twee boeken van de Zwitserse schrijver en filosoof Alexandre Jollien met wie hij bevriend is.
- Alexandre Jollien: Éloge de la faiblesse, voorgelezen door Bernard Campan et Michel Raimbault, éditions Audiolib, 2012
- Alexandre Jollien: La Construction de soi, voorgelezen door Bernard Campan, éditions Lire dans le noir, 2007

- Biblioteca Nacional de España: XX5611034
- Bibliothèque nationale de France: cb14034947f (data)
- Gemeinsame Normdatei: 143811843
- International Standard Name Identifier: 0000 0001 1624 4921
- Library of Congress Control Number: nr2007001836
- MusicBrainz: 40bbe84f-27fb-4d47-93c7-b8ce463d76a5
- Nationale Bibliotheek van Tsjechië: xx0151071
- Nederlandse Thesaurus van Auteursnamen: 264187075
- SNAC: w6cj919m
- Système universitaire de documentation: 070722633
- Virtual International Authority File: 39342042
- WorldCat: E39PBJdmpWJHhrQmmWCgW6384q